# Crustulus
Crustulus  is een geslacht van uitgestorven zoogdieren behorend tot de Pantodonta. Dit dier leefde in het Vroeg-Paleoceen in Noord-Amerika. Het geslacht omvat als enige soort C. fontanus.

## Fossiele vondsten
Crustulus werd beschreven aan de hand van een geïsoleerde bovenste kies uit het Tullock-lid van de Fort Union-formatie in de Amerikaanse staat Montana. Deze afzettingen dateren uit het einde van de North American Land Mammal Age Puercan.

## Kenmerken
Op basis van de gevonden kies wordt aangenomen dat Crustulus een herbivoor was. De kies vertoont overeenkomsten met die van Alcidedorbignya, een pantodont uit het Vroeg-Paleoceen van Zuid-Amerika. 